# یام-آلین
یام-آلین (روسی: Ям-Алинь) یک رشته‌کوه در سرزمین خاباروفسک کشور روسیه است.